# 格盧博科耶湖 (奧波奇卡區)
56°36′13″N 29°00′55″E / 56.60361°N 29.01528°E
格盧博科耶湖（俄语：Глубокое озеро），是俄羅斯的湖泊，位於該國西北部，由普斯科夫州負責管轄，處於奧波奇卡區，面積0.88平方公里，海拔高度173米，平均水深17米，最大水深36米。